# Megastrebla papuae
Megastrebla papuae är en tvåvingeart som beskrevs av Maa 1971. Megastrebla papuae ingår i släktet Megastrebla och familjen lusflugor. Inga underarter finns listade i Catalogue of Life.